# De Kock (geslacht)

Geslachtswapen De Kock (1835, 1881)

Geslachtswapen Coertzen de Kock (1947)

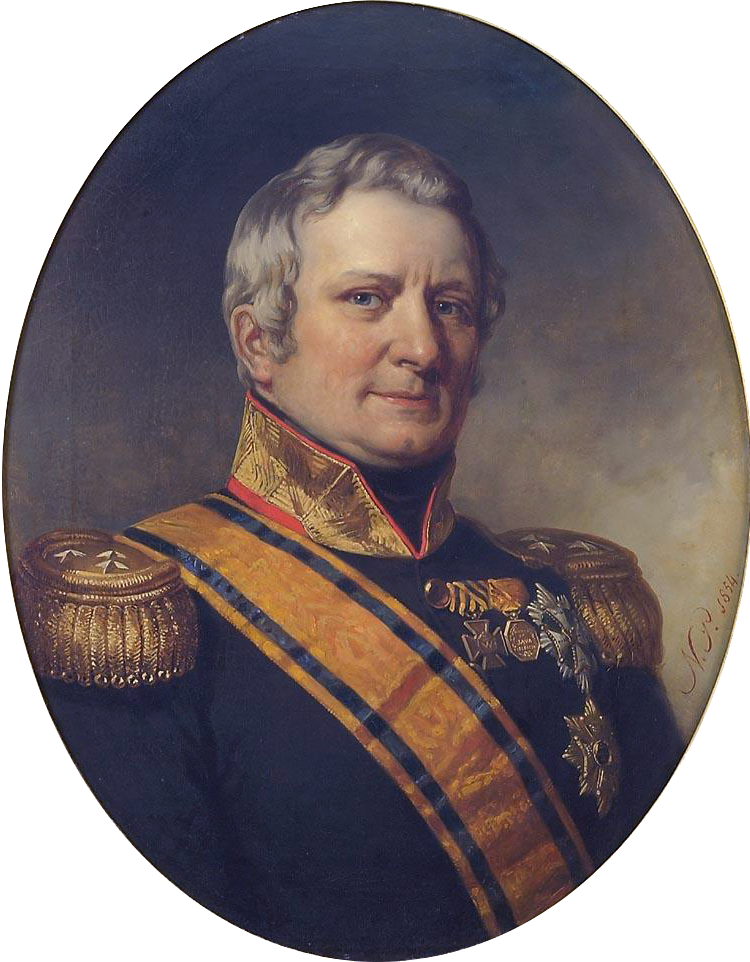
Hendrik Merkus baron de Kock (1779-1845)

De Kock (ook: Coertzen de Kock) is een Nederlands geslacht waarvan leden vanaf het midden van de achttiende eeuw bestuurlijke posities bekleedden en sinds 1835 tot de Nederlandse adel behoren. Velen van hen waren tijdens de periode van het koloniaal bewind verbonden met Nederlands-Indië.

## Geschiedenis
De stamreeks begint met Aert Cornelisz (Cock) die tussen 1607 en 1621 als koper van land wordt vermeld. Zijn nazaat Govert de Kock (1724-1800) werd stadschirurgijn, schepen, president-schepen en president-burgemeester van Heusden. Zijn zoon mr. Johannes Conradus de Kock (1756-1794) werd advocaat, pensionaris van Wijk bij Duurstede, bankier en lid van het Bataafs Comité te Leuven; hij werd op 24 maart 1794 geguillotineerd te Parijs. Diens zoon Hendrik Merkus de Kock (1779-1845) werd onder andere minister en werd bij Koninklijk Besluit van 10 maart 1835 verheven in de Nederlandse adel met de titel van baron bij eerstgeboorte. Aan diens zoon jhr. Frederik Lodewijk Willem de Kock (1818-1881) werd in 1881 de titel van baron op allen verleend.
Vanaf de adellijke stamvader tot de onafhankelijkheid van Nederlands-Indië waren vele telgen verbonden aan, geboren of overleden in dat laatste landsdeel.
De voornaam Merkus die tot in de 21e eeuw door telgen wordt gedragen is ontleend aan de geslachtsnaam van de moeder van de adellijke stamvader: Maria Petronella Merkus (1741-1789). Die adellijke stamvader en zijn vrouw kregen elf kinderen van wie zonen de stamvaders waren van vier onderscheiden takken. De tweede, baronale, tak stierf in 1940 uit, de derde tak die in 1857 de geslachtsnaam Coertzen de Kock verkreeg, stierf in 1946 in mannelijke lijn uit. Daardoor zullen op termijn alleen nog de oudste en de jongste tak bestaan, waarvan de oudste de chef de famille, tevens baron, levert.
De adellijke stamvader trouwde met Luise Bilfinger (1788-1828), dochter van Wendelin, waardoor de voornaam Wendelin (na de Eerste Wereldoorlog:) Wendelijn in het geslacht tot in de 21e eeuw voorkomt.
In 1997 waren er nog 24 mannelijke telgen in leven, de laatste geboren in 1996.

### De Kock van Leeuwen
Een broer van de grootvader van de adellijke stamvader had een dochter Engelina (Engelke) de Kock (1761-1841). Zij trouwde in 1791 met Gerrit van Leeuwen (1765-1844) en hun zoon Aart de Kock van Leeuwen (1792-1840) werd de stamvader van de tak De Kock van Leeuwen. Deze tak van het geslacht Van Leeuwen, die ook sterk verbonden was aan Nederlands-Indië, werd in 1937 opgenomen in het genealogische naslagwerk Nederland's Patriciaat.

## Enkele telgen
- Mr. Johannes Conradus de Kock (1756-1794), patriot, in 1794 geguillotineerd
  - Hendrik Merkus baron de Kock (1779-1845), gouverneur-generaal van Nederlands-Indië en minister
    - Albert Hendrik Wendelin baron de Kock (1808-1891), officier, resident en vicepresident van de Raad van Indië
      - Jhr. Hendrik Lodewijk Wendelin de Kock (1829-1885), officier en directeur van de gevangenis van Semarang
        - Albert Wendelin Hendrik baron de Kock (1862-1939), directeur van de Java Bibit Mij.
          - Hendrik Merkus baron de Kock (1896-1943), employé suikerfabriek
            - Albert Hendrik Wendelijn baron de Kock (1922-1977), gezagvoerder bij de KLM
              - Drs. Hendrik Merkus baron de Kock (1952), koffiehandelaar, oprichter CoffeeCompany en sinds het overlijden van zijn vader chef de famille
                - Jhr. Albert Hendrik Wendelijn de Kock (1986), vermoedelijke opvolger als chef de famille

    - Mr. Frederik Lodewijk Willem baron de Kock (1818-1881), directeur van het Kabinet des Konings en minister van Staat; met diens dochter Sophie Mathilde barones de Kock (1864-1940) stierf deze baronale tak uit
    - Jhr. Hendrik Pieter de Kock (1820-1889), vice-admiraal; trouwde in 1848 met Anna Maria Frederika Coertzen (1828-1907)
      - Jhr. Johan Frederik Coertzen de Kock (1856-1905), kapitein-ter-zee, verkreeg in 1857 bij KB naamswijziging tot Coertzen de Kock; met diens kleinzoon stierf deze tak in 1946 in mannelijke lijn uit

  - Charles-Paul de Kock (1793-1871), Frans schrijver, halfbroer van Hendrik Merkus